# Maxi Gnauck
Maxi Gnauck (Berlim, 10 de outubro de 1964) é uma ex-ginasta alemã que competiu em provas de ginástica artística representando a Alemanha Oriental. Gnauck fez parte da equipe alemã que disputou os Jogos Olímpicos de Verão de 1980 em Moscou.
Maxi é bicampeã europeia, tricampeã mundial e campeã olímpica nas barras assimétricas. Com um total de 27 medalhas em Olimpíadas, Mundiais, Europeus e Copas do Mundo, foi considerada a mais bem sucedida ginasta alemã até então.
Gnauck começou a praticar ginástica aos cinco anos, sendo uma das primeiras a executar uma tripla pirueta. Aposentando-se do desporto em 1986, um acidente adiou seus planos para se tornar uma técnica. Desde 1993, treina no Norderstedt Gymnastics Center, em Hamburgo.
Em 2000 foi inserida no International Gymnastics Hall of Fame, sendo a primeira ginasta alemã a receber essa honraria.

## Carreira
Os pais de Gnauck esperavam por um menino, que atenderia por Max. No entanto, surprendendo o casal, nasceu uma menina, e ao nome, foi acrescentada uma letra i ao final. Quando a menina completou cinco anos, sua mãe a matriculou no ginásio do bairro e aos nove, fora transferida ao SC Dynamo Berlin, para ser treinada por Jurgen Heritz. Sob seus ensinamentos, foi uma das primeiras ginastas a realizar um triplo twist no solo.
Em sua primeira competição, o Campeonato Nacional Júnior de 1977, a ginasta encerrou na quinta colocação do individual geral. No ano seguinte, na Copa Chinichi, sua estreia internacional, foi a quarta colocada geral. Em 1979, a atleta disputou seu primeiro Campeonato Europeu, no qual conquistou suas primeiras medalhas internacionais - prata no salto e bronze nas barras assimétricas. No compromisso seguinte, o Mundial de Fort Worth, nos Estados Unidos, Maxi conquitou seu primeiro ouro, nas barras assimétricas. Além, foi a segunda colocada do individual geral e a terceira por equipes.
No ano posterior, deu-se sua primeira participação em uma Olimpíada. Nos Jogos de Moscou, a atleta competiu nas seis finais e conquistou quatro medalhas: ouro nas barras assimétricas, prata no concurso geral e bronze por equipes e no solo. No ano seguinte, conquistou seu primeiro all around nacional e internacional, no Campeonato Europeu de Madri, no qual ainda conquistou o ouro na trave, nas barras assimétricas e no solo, e a prata no salto. No Mundial de Moscou, ainda em 1981, Gnauck somou mais conquistas: foi a medalhista de ouro no salto, nas paralelas assimétricas e na trave, e a medalhista de bronze por equipes.
Em 1982, Maxi tornou-se bicampeã geral nacional e, no ano seguinte, no Mundial de Budapeste, atingiu o tricampeonato mundial nas barras assimétricas. Em 1984, tornou-se tricampeã do individual geral nacional, além de campeã nas assimétricas e no solo. No ano seguinte, em seu último compromisso, o Europeu de Helsinque, a ginasta conquistou o bicameponato europeu das paralelas assimétricas e a prata no individual geral.
Em 1986 anunciou sua aposentadoria para estudar e se tornar uma técnica da modalidade. Porém, um acidente na água em um acampamento de verão a retirou desse objetivo por certo tempo. Desde 1993 é técnica no Norderstedt Gymnastics Center em Hamburgo.

## Principais resultados

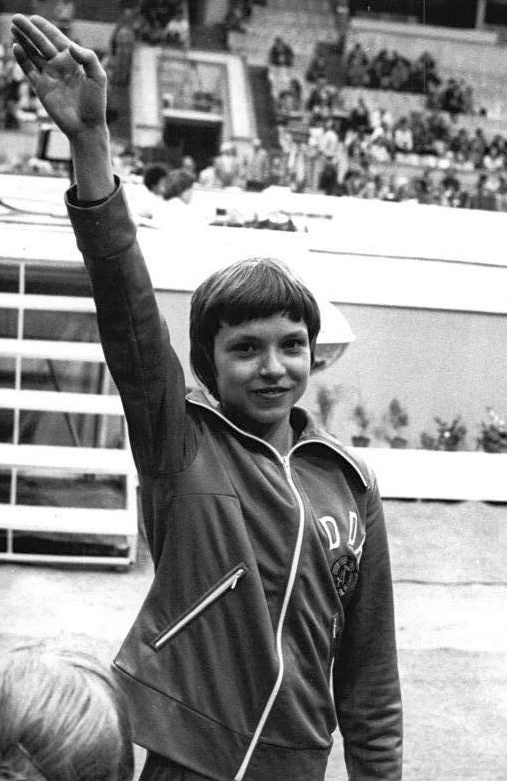
Maxi Gnauck (1983).

| Ano  | Evento                                    | AA               | Equipe            | Salto sobre o cavalo | Trave             | Barras assimétricas | Solo              |
| ---- | ----------------------------------------- | ---------------- | ----------------- | -------------------- | ----------------- | ------------------- | ----------------- |
| 1977 | Children's Spartakiade                    | Medalha de ouro  |                   |                      |                   |                     |                   |
| 1978 | Copa Chunichi                             | 4º               | Medalha de ouro   | Medalha de prata     | Medalha de bronze | Medalha de ouro     |                   |
| 1979 | Campeonato Nacional da Alemanha Oriental  | Medalha de prata |                   |                      |                   |                     |                   |
| 1979 | Campeonato Europeu                        |                  | Medalha de prata  |                      | Medalha de bronze |                     |                   |
| 1979 | Campeonato Mundial de Ginástica Artística | Medalha de prata | Medalha de bronze |                      |                   | Medalha de ouro     |                   |
| 1980 | Campeonato Nacional da Alemanha Oriental  | 4º               |                   |                      |                   |                     |                   |
| 1980 | Jogos Olímpicos                           | Medalha de prata | Medalha de bronze |                      |                   | Medalha de ouro     | Medalha de bronze |
| 1981 | Campeonato Europeu                        | Medalha de ouro  |                   | Medalha de prata     | Medalha de ouro   | Medalha de ouro     | Medalha de ouro   |
| 1981 | Campeonato Nacional da Alemanha Oriental  | Medalha de ouro  |                   |                      |                   |                     |                   |
| 1981 | Campeonato Mundial de Ginástica Artística |                  | Medalha de bronze | Medalha de ouro      | Medalha de ouro   | Medalha de ouro     |                   |
| 1982 | Campeonato Nacional Alemão                | Medalha de ouro  |                   | Medalha de ouro      |                   | Medalha de ouro     | Medalha de ouro   |
| 1983 | Campeonato Mundial de Ginástica Artística | Medalha de ouro  |                   |                      |                   | Medalha de ouro     |                   |
| 1984 | Campeonato Nacional Alemão                | Medalha de ouro  |                   | Medalha de ouro      |                   | Medalha de ouro     | Medalha de ouro   |
| 1985 | Campeonato Europeu                        | Medalha de prata |                   |                      |                   | Medalha de ouro     |                   |

## Nota
- a.^ : Berlim é considerada uma cidade-estado.